# Alfred Mills
Alfred Mills (* 2. Juni 1881 in Tonndorf; † 28. April 1936 in Berlin) war ein deutscher Fußballspieler.

## Karriere

### Vereine
Mills gehörte dem BFC Preussen als Torhüter an, für den er zunächst im Verband Berliner Ballspielvereine Punktspiele bestritt und die Saison 1909/10 als Berliner Meister abschloss. In der Folgesaison ging die Meisterschaft an den BTuFC Viktoria 89, der sie mit einem Punkt vor seinem Verein gewann.
Seine letzte Saison bestritt er dann im Verband Brandenburgischer Ballspielvereine, der am 29. April 1911 durch den Zusammenschluss der Verbände Verband Berliner Ballspielvereine (ebenfalls VBB), Märkischer Fußball-Bund (MFB) und Verband Berliner Athletik-Vereine (VBAV) gegründet wurde und nunmehr der Dachverband aller Fußballvereine aus Berlin und der Provinz Brandenburg bis 1933 war. In der in zwei Gruppen ausgetragenen Meisterschaft ging er mit seiner Mannschaft als Sieger aus der Gruppe B hervor und auch als Sieger aus dem in Hin- und Rückspiel ausgetragenen Finale gegen den Sieger der Gruppe A, den BTuFC Viktoria 89, mit jeweils 2:1.
Aufgrund seiner zwei errungenen regionalen Meisterschaften, war er mit seiner Mannschaft auch in zwei Endrunden um die Deutsche Meisterschaft vertreten. Sein Debüt gab er am 17. April 1910 bei der 1:4-Viertelfinalniederlage gegen Holstein Kiel, sein letztes Endrundenspiel am 5. Mai 1912 erneut im Viertelfinale und erneut gegen Holstein Kiel, wurde erst durch die beiden späten Tore durch Hugo Fick und David Binder in der 84. und 87. Minute mit 1:2 verloren.

### Auswahlmannschaft
Als Spieler der Auswahlmannschaft des Verbandes Berliner Ballspielvereine nahm er am erstmals ausgetragenen Wettbewerb um den Kronprinzenpokal teil, dem ersten deutschen Pokalwettbewerb des DFB, der von den seinerzeit existierenden Regionalverbänden ausgetragen wurde. Nachdem sich seine Auswahlmannschaft in der Qualifikation gegen die Auswahlmannschaft des Märkischen Fußball-Bundes durchzusetzen wusste, traf sie am 21. Februar 1909 auf dem Platz des SC Victoria Hamburg auf die Auswahlmannschaft des Norddeutschen Fußball-Verbandes, die mit 4:1 bezwungen wurde. Das daraufhin erreichte und am 18. April 1909 auf dem Viktoria-Platz in Mariendorf bei Berlin gegen die Auswahlmannschaft des Verbandes Mitteldeutscher Ballspiel-Vereine ausgetragene Finale endete mit der 1:3-Niederlage.

## Erfolge
- Berliner Meister 1910, 1912
- Finalist um den Kronprinzenpokal 1909